# Tipula (Lunatipula) satyr
Tipula (Lunatipula) satyr is een tweevleugelige uit de familie langpootmuggen (Tipulidae). De soort komt voor in het Nearctisch gebied.